# Червоное (Первомайский район)
Черво́ное (укр. Червоне; до 2016 г. Черво́ное Зна́мено) — село, Красненский сельский совет, Первомайский район, Харьковская область, Украина.
Код КОАТУУ — 6324584705. Население по переписи 2001 года составляет 668 (319/349 м/ж) человек.

## Географическое положение
Село Червоное примыкает к сёлам Задорожнее и Красное.
Рядом проходят автомобильная дорога Т-2107 и
железная дорога, станция Берека в 2,5 км.

## История
- 1928 — дата основания.[источник не указан 1692 дня]
- 2008 — изменён статус населённого пункта: посёлок стал селом.[источник не указан 1692 дня]
- 2016 — село Червоное Знамено переименовано в Червоное.[источник не указан 1692 дня]

## Экономика
- «АНТАР-2», ЧП.[источник не указан 1692 дня]

## Объекты социальной сферы
- Детский сад.[источник не указан 1692 дня]
- Школа[источник не указан 1692 дня]